# Peter Corssen
Peter Corssen (* 8. Januar 1856 in Oldenburg; † 28. Mai 1928 in Berlin) war ein deutscher Klassischer Philologe und Gymnasiallehrer.

## Leben
Peter Corssen, der Sohn des Schlossverwalters Wilhelm Corssen, besuchte das Großherzogliche Gymnasium zu Eutin und studierte ab 1874 Klassische Philologie und Geschichte, zunächst für drei Semester in Universität Leipzig und ein Semester in Berlin, ab 1876 in Bonn, wo ihn besonders Franz Bücheler und Hermann Usener beeinflussten. Corssen gehörte vom Wintersemester 1876/77 bis zum Sommersemester 1878 dem Bonner Kreis und dem Philologischen Verein an. Seine Dissertation, mit der er am 18. Dezember 1878 zum Dr. phil. promoviert wurde, widmete er Bücheler und Usener. Am 26. Juli 1879 bestand er die Lehramtsprüfung in den Fächern Griechisch und Latein (für alle Klassen) sowie Geschichte und Geographie (für Unterstufe II).
Von September 1879 bis Ostern 1881 lebte Corssen als Hauslehrer in Neapel, wo er seine wissenschaftliche Arbeit vertiefte. Nach einer vom Kultusministerium finanzierten Forschungsreise nach Paris trat er zum 1. Oktober 1882 als Probekandidat am Gymnasium in Eutin in den Schuldienst ein. Noch vor Ablauf des Probejahres wurde er am 1. April 1883 als etatmäßiger Hilfslehrer am Mariengymnasium in Jever angestellt. Am 15. Januar 1884 wurde er dort zum ordentlichen Gymnasiallehrer ernannt. Vom 1. Oktober 1886 bis zum 31. März 1888 nahm er Urlaub, um mit Unterstützung vom Kultusministerium Handschriftenstudien in den Bibliotheken des In- und Auslandes zu treiben.
Zum 1. April 1891 wechselte Corssen als Oberlehrer an das Prinz-Heinrichs-Gymnasium in Schöneberg bei Berlin, am 1. Oktober 1898 an das Bismarck-Gymnasium in Berlin-Wilmersdorf. Am 14. Februar 1905 wurde er zum Gymnasialprofessor ernannt. Im selben Jahr erhielt er ein halbes Reisestipendium des Deutschen Archäologischen Instituts, das ihm weitere Forschung im Ausland ermöglichte. Am 24. November 1913 wurde Corssen der Rote Adlerorden 4. Klasse verliehen. Zum 1. April 1921 trat er in den Ruhestand.
Neben der Schule beschäftigte sich Corssen mit wissenschaftlichen Studien zum Neuen Testament. Er untersuchte insbesondere die Überlieferung und Textgeschichte der Evangelien und der Apostelgeschichte. Seine Veröffentlichungen brachten ihm große Anerkennung in Fachkreisen ein.
Corssen war seit dem 3. Oktober 1905 mit der Ärztin Dr. Frieda Busch (1868–1961) verheiratet, mit der er eine Tochter (* 1906) hatte. Er war seit seinem Studium Mitglied und später Alter Herr des Klassisch-Philologischen Vereins Leipzig im Naumburger Kartellverband.

## Schriften (Auswahl)
- De Posidonio Rhodio M. Tulli Ciceronis in libro I. Tusculanarum disputationum et in Somnio Scipionis auctore. Bonn 1878 (Dissertation)
- Epistula ad Galatas. Ad fidem optimorum codicum vulgatae recognovit prolegomenis instruxit vulgatam cum antiquioribus versionibus comparavit. Berlin 1885
- Die Altercatio Simonis Iudaei et Theophili Christiani auf ihre Quellen geprüft. Berlin 1890 (Schulprogramm)
- Der Cyprianische Text der Acta Apostolorum. Berlin 1892 (Schulprogramm)
- Monarchianische Prologe zu den vier Evangelien. Ein Beitrag zur Geschichte des Kanons. Leipzig 1896
- Die Antigone des Sophokles, ihre theatralische und sittliche Wirkung. Berlin 1898
- Zwei neue Fragmente der Weingartener Prophetenhandschrift. Nebst einer Untersuchung über das Verhältnis der Weingärtener und Würzburger Prophetenhandschrift. Berlin 1899 (Schulprogramm)
- Horatiana. Specimen I. Berlin 1903 (Schulprogramm)
- Gedächtnisrede auf David Coste, weiland Direktor des Bismarck-Gymnasiums. Berlin 1916 (Schulprogramm)